# Danh sách vô địch đơn nam Giải quần vợt Mỹ Mở rộng
Giải quần vợt Mỹ Mở rộng [a][b] là giải đấu diễn ra từ năm 1881 và hiện nay được tổ chức thi đấu trên sân cứng ngoài trời [c] tại Trung tâm Quần vợt Quốc gia Billie Jean King USTA ở Công viên Flushing Meadows - Corona, Thành phố New York, Hoa Kỳ 
Thời gian diễn ra giải đấu Mỹ Mở rộng là vào cuối tháng 8, đầu tháng 9 và kéo dài trong khoảng hai tuần thi đấu, và là giải Grand Slam cuối cùng cuối cùng trong năm kể từ mùa giải năm 1987. Newport (1881-1914), Forest Hills (1915-1920, 1924-1977), và Philadelphia (1921-1923) tổ chức sự kiện trước khi nó được chuyển địa điểm thi đấu về tại Trung tâm Quần vợt quốc gia USTA vào năm 1978, ngày nay là Trung tâm Quần vợt Quốc gia USTA Billie Jean King, tại thành phố New York. Lần đầu tiên tổ chức vào năm 1881, giải chỉ được dành cho các thành viên của Hiệp hội Quần vợt sân cỏ Quốc gia Hoa Kỳ (USNLTA), trước khi mở ra cho đối thủ cạnh tranh quốc tế vào năm 1882. Hiệp hội quần vợt Hoa Kỳ (USTA) là cơ quan quốc gia tổ chức sự kiện này.

## Danh sách
Ký hiệu
| Cạnh tranh bình thường                                                     |
| Sự kiện chỉ dành cho các thành viên USNLTA *                               |
| Người thách thức chiến thắng đương kim vô địch, có thách thức vòng ‡       |
| Đương kim vô địch chiến thắng người thách thức †                           |
| Người thách thức chiến thắng đương kim vô địch, không có thách thức vòng ◊ |

### Giải vô địch quần vợt Mỹ

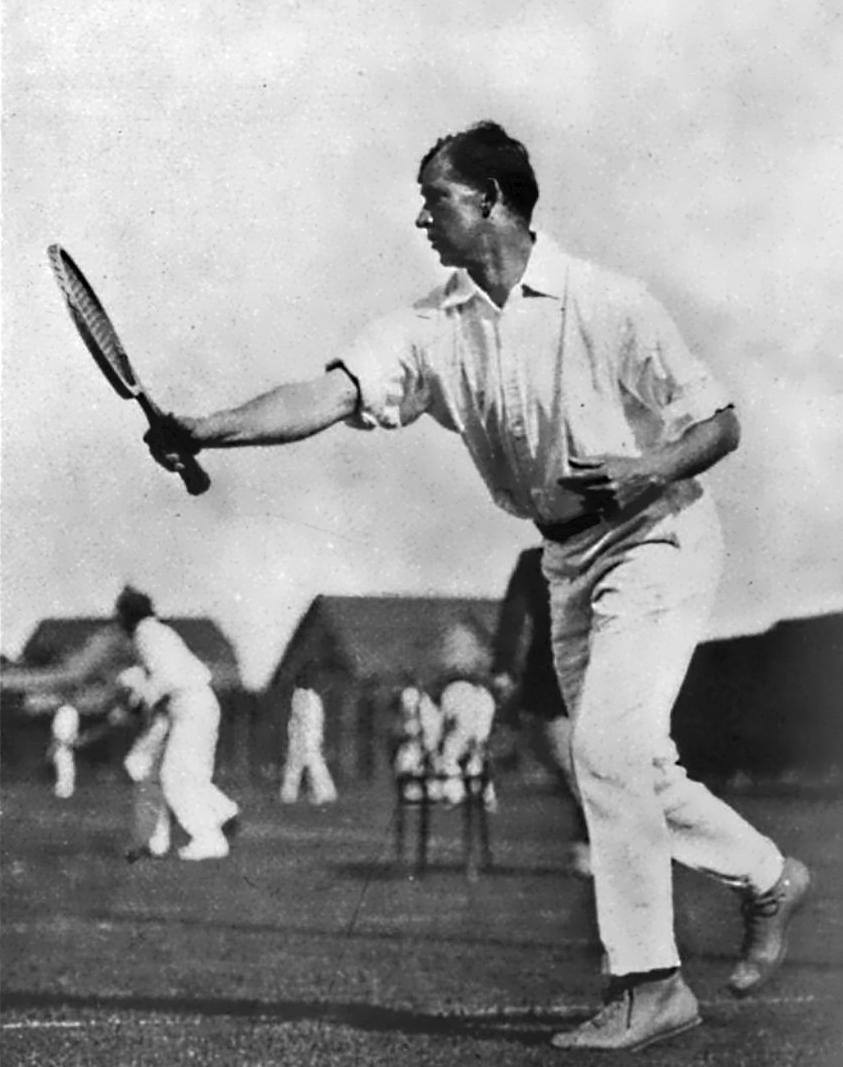
William Larned người đã 7 lần vô địch giải.

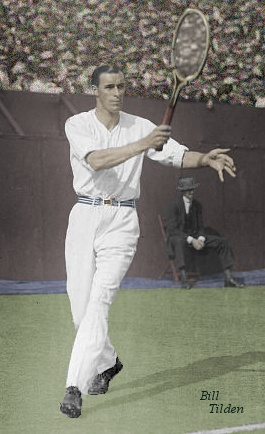
Tilden đã giành sáu danh hiệu liên tục trong những năm 1920.

| Năm[d] | Quốc tịch | Vô địch                  | Quốc tịch | Á quân                     | Tỉ số trận chung kết      |
| ------ | --------- | ------------------------ | --------- | -------------------------- | ------------------------- |
| 1881   | USA       | Richard Sears *          | USA       | William Glyn               | 6–0, 6–3, 6–2             |
| 1882   | USA       | Richard Sears            | USA       | Clarence Clark             | 6–1, 6–4, 6–0             |
| 1883   | USA       | Richard Sears            | USA       | James Dwight               | 6–2, 6–0, 9–7             |
| 1884   | USA       | Richard Sears †          | USA       | Howard Taylor              | 6–0, 1–6, 6–0, 6–2        |
| 1885   | USA       | Richard Sears †          | USA       | Godfrey Brinley            | 6–3, 4–6, 6–0, 6–3        |
| 1886   | USA       | Richard Sears †          | USA       | Robert Livingston Beeckman | 4–6, 6–1, 6–3, 6–4        |
| 1887   | USA       | Richard Sears †          | USA       | Henry Slocum               | 6–1, 6–3, 6–2             |
| 1888   | USA       | Henry Slocum ◊           | USA       | Howard Taylor              | 6–4, 6–1, 6–0             |
| 1889   | USA       | Henry Slocum †           | USA       | Quincy Shaw                | 6–3, 6–1, 4–6, 6–2        |
| 1890   | USA       | Oliver Campbell ‡        | USA       | Henry Slocum               | 6–2, 4–6, 6–3, 6–1        |
| 1891   | USA       | Oliver Campbell †        | USA       | Clarence Hobart            | 2–6, 7–5, 7–9, 6–1, 6–2   |
| 1892   | USA       | Oliver Campbell †        | USA       | Frederick Hovey            | 7–5, 3–6, 6–3, 7–5        |
| 1893   | USA       | Robert Wrenn ◊           | USA       | Frederick Hovey            | 6–4, 3–6, 6–4, 6–4        |
| 1894   | USA       | Robert Wrenn †           | USA       | Manliff Goodbody           | 6–8, 6–1, 6–4, 6–4        |
| 1895   | USA       | Frederick Hovey ‡        | USA       | Robert Wrenn               | 6–3, 6–2, 6–4             |
| 1896   | USA       | Robert Wrenn ‡           | USA       | Frederick Hovey            | 7–5, 3–6, 6–0, 1–6, 6–1   |
| 1897   | USA       | Robert Wrenn †           | GBR       | Wilberforce Eaves          | 4–6, 8–6, 6–3, 2–6, 6–2   |
| 1898   | USA       | Malcolm Whitman ◊        | USA       | Dwight Davis               | 3–6, 6–2, 6–2, 6–1        |
| 1899   | USA       | Malcolm Whitman †        | USA       | Jahial Parmly Paret        | 6–1, 6–2, 3–6, 7–5        |
| 1900   | USA       | Malcolm Whitman †        | USA       | William Larned             | 6–4, 1–6, 6–2, 6–2        |
| 1901   | USA       | William Larned ◊         | USA       | Beals Wright               | 6–2, 6–8, 6–4, 6–4        |
| 1902   | USA       | William Larned †         | GBR       | Reginald Doherty           | 4–6, 6–2, 6–4, 8–6        |
| 1903   | GBR       | Lawrence Doherty ‡       | USA       | William Larned             | 6–0, 6–3, 10–8            |
| 1904   | USA       | Holcombe Ward ◊          | USA       | William Clothier           | 10–8, 6–4, 9–7            |
| 1905   | USA       | Beals Wright ‡           | USA       | Holcombe Ward              | 6–2, 6–1, 11–9            |
| 1906   | USA       | William Clothier ‡       | USA       | Beals Wright               | 6–3, 6–0, 6–4             |
| 1907   | USA       | William Larned ◊         | USA       | Robert LeRoy               | 6–2, 6–2, 6–4             |
| 1908   | USA       | William Larned †         | USA       | Beals Wright               | 6–1, 6–2, 8–6             |
| 1909   | USA       | William Larned †         | USA       | William Clothier           | 6–1, 6–2, 5–7, 1–6, 6–1   |
| 1910   | USA       | William Larned †         | USA       | Tom Bundy                  | 6–1, 5–7, 6–0, 6–8, 6–1   |
| 1911   | USA       | William Larned †         | USA       | Maurice McLoughlin         | 6–4, 6–4, 6–2             |
| 1912   | USA       | Maurice McLoughlin       | USA       | Wallace Johnson            | 3–6, 2–6, 6–2, 6–4, 6–2   |
| 1913   | USA       | Maurice McLoughlin       | USA       | Richard Norris Williams    | 6–4, 5–7, 6–3, 6–1        |
| 1914   | USA       | Richard Norris Williams  | USA       | Maurice McLoughlin         | 6–3, 8–6, 10–8            |
| 1915   | USA       | Bill Johnston            | USA       | Maurice McLoughlin         | 1–6, 6–0, 7–5, 10–8       |
| 1916   | USA       | Richard Norris Williams  | USA       | Bill Johnston              | 4–6, 6–4, 0–6, 6–2, 6–4   |
| 1917   | USA       | Robert Lindley Murray[e] | USA       | Nathaniel Niles            | 5–7, 8–6, 6–3, 6–3        |
| 1918   | USA       | Robert Lindley Murray    | USA       | Bill Tilden                | 6–3, 6–1, 7–5             |
| 1919   | USA       | Bill Johnston            | USA       | Bill Tilden                | 6–4, 6–4, 6–3             |
| 1920   | USA       | Bill Tilden              | USA       | Bill Johnston              | 6–1, 1–6, 7–5, 5–7, 6–3   |
| 1921   | USA       | Bill Tilden              | USA       | Wallace Johnson            | 6–1, 6–3, 6–1             |
| 1922   | USA       | Bill Tilden              | USA       | Bill Johnston              | 4–6, 3–6, 6–2, 6–3, 6–4   |
| 1923   | USA       | Bill Tilden              | USA       | Bill Johnston              | 6–4, 6–1, 6–4             |
| 1924   | USA       | Bill Tilden              | USA       | Bill Johnston              | 6–1, 9–7, 6–2             |
| 1925   | USA       | Bill Tilden              | USA       | Bill Johnston              | 4–6, 11–9, 6–3, 4–6, 6–3  |
| 1926   | FRA       | René Lacoste             | FRA       | Jean Borotra               | 6–4, 6–0, 6–4             |
| 1927   | FRA       | René Lacoste             | USA       | Bill Tilden                | 11–9, 6–3, 11–9           |
| 1928   | FRA       | Henri Cochet             | USA       | Francis Hunter             | 4–6, 6–4, 3–6, 7–5, 6–3   |
| 1929   | USA       | Bill Tilden              | USA       | Francis Hunter             | 3–6, 6–3, 4–6, 6–2, 6–4   |
| 1930   | USA       | John Doeg                | USA       | Francis Shields            | 10–8, 1–6, 6–4, 16–14     |
| 1931   | USA       | Ellsworth Vines          | USA       | George Lott                | 7–9, 6–3, 9–7, 7–5        |
| 1932   | USA       | Ellsworth Vines          | FRA       | Henri Cochet               | 6–4, 6–4, 6–4             |
| 1933   | GBR       | Fred Perry               | AUS       | Jack Crawford              | 6–3, 11–13, 4–6, 6–0, 6–1 |
| 1934   | GBR       | Fred Perry               | USA       | Wilmer Allison             | 6–4, 6–3, 3–6, 1–6, 8–6   |
| 1935   | USA       | Wilmer Allison           | USA       | Sidney Wood                | 6–2, 6–2, 6–3             |
| 1936   | GBR       | Fred Perry               | USA       | Don Budge                  | 2–6, 6–2, 8–6, 1–6, 10–8  |
| 1937   | USA       | Don Budge                | GER       | Gottfried von Cramm        | 6–1, 7–9, 6–1, 3–6, 6–1   |
| 1938   | USA       | Don Budge                | USA       | Gene Mako                  | 6–3, 6–8, 6–2, 6–1        |
| 1939   | USA       | Bobby Riggs              | USA       | Welby Van Horn             | 6–4, 6–2, 6–4             |
| 1940   | USA       | Don McNeill              | USA       | Bobby Riggs                | 4–6, 6–8, 6–3, 6–3, 7–5   |
| 1941   | USA       | Bobby Riggs              | USA       | Frank Kovacs               | 5–7, 6–1, 6–3, 6–3        |
| 1942   | USA       | Ted Schroeder            | USA       | Frank Parker               | 8–6, 7–5, 3–6, 4–6, 6–2   |
| 1943   | USA       | Joseph Hunt              | USA       | Jack Kramer                | 6–3, 6–8, 10–8, 6–0       |
| 1944   | USA       | Frank Parker             | USA       | Bill Talbert               | 6–4, 3–6, 6–3, 6–3        |
| 1945   | USA       | Frank Parker             | USA       | Bill Talbert               | 14–12, 6–1, 6–2           |
| 1946   | USA       | Jack Kramer              | USA       | Tom Brown                  | 9–7, 6–3, 6–0             |
| 1947   | USA       | Jack Kramer              | USA       | Frank Parker               | 4–6, 2–6, 6–1, 6–0, 6–3   |
| 1948   | USA       | Pancho Gonzales          | RSA       | Eric Sturgess              | 6–2, 6–3, 14–12           |
| 1949   | USA       | Pancho Gonzales          | USA       | Ted Schroeder              | 16–18, 2–6, 6–1, 6–2, 6–4 |
| 1950   | USA       | Arthur Larsen            | USA       | Herbert Flam               | 6–3, 4–6, 5–7, 6–4, 6–3   |
| 1951   | AUS       | Frank Sedgman            | USA       | Vic Seixas                 | 6–4, 6–1, 6–1             |
| 1952   | AUS       | Frank Sedgman            | USA       | Gardnar Mulloy             | 6–1, 6–2, 6–3             |
| 1953   | USA       | Tony Trabert             | USA       | Vic Seixas                 | 6–3, 6–2, 6–3             |
| 1954   | USA       | Vic Seixas               | AUS       | Rex Hartwig                | 3–6, 6–2, 6–4, 6–4        |
| 1955   | USA       | Tony Trabert             | AUS       | Ken Rosewall               | 9–7, 6–3, 6–3             |
| 1956   | AUS       | Ken Rosewall             | AUS       | Lew Hoad                   | 4–6, 6–2, 6–3, 6–3        |
| 1957   | AUS       | Malcolm Anderson         | AUS       | Ashley Cooper              | 10–8, 7–5, 6–4            |
| 1958   | AUS       | Ashley Cooper            | AUS       | Malcolm Anderson           | 6–2, 3–6, 4–6, 10–8, 8–6  |
| 1959   | AUS       | Neale Fraser             | Hoa Kỳ    | Alex Olmedo                | 6–3, 5–7, 6–2, 6–4        |
| 1960   | AUS       | Neale Fraser             | AUS       | Rod Laver                  | 6–4, 6–4, 9–7             |
| 1961   | AUS       | Roy Emerson              | AUS       | Rod Laver                  | 7–5, 6–3, 6–2             |
| 1962   | AUS       | Rod Laver                | AUS       | Roy Emerson                | 6–2, 6–4, 5–7, 6–4        |
| 1963   | MEX       | Rafael Osuna             | Hoa Kỳ    | Frank Froehling            | 7–5, 6–4, 6–2             |
| 1964   | AUS       | Roy Emerson              | AUS       | Fred Stolle                | 6–4, 6–2, 6–4             |
| 1965   | ESP       | Manuel Santana           | RSA       | Cliff Drysdale             | 6–2, 7–9, 7–5, 6–1        |
| 1966   | AUS       | Fred Stolle              | AUS       | John Newcombe              | 4–6, 12–10, 6–3, 6–4      |
| 1967   | AUS       | John Newcombe            | Hoa Kỳ    | Clark Graebner             | 6–4, 6–4, 8–6             |

### Mỹ Mở rộng

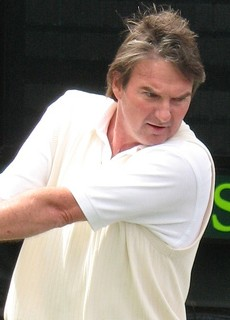
Jimmy Connors đã 5 lần vô địch trong thời kỳ Mỹ Mở rộng.

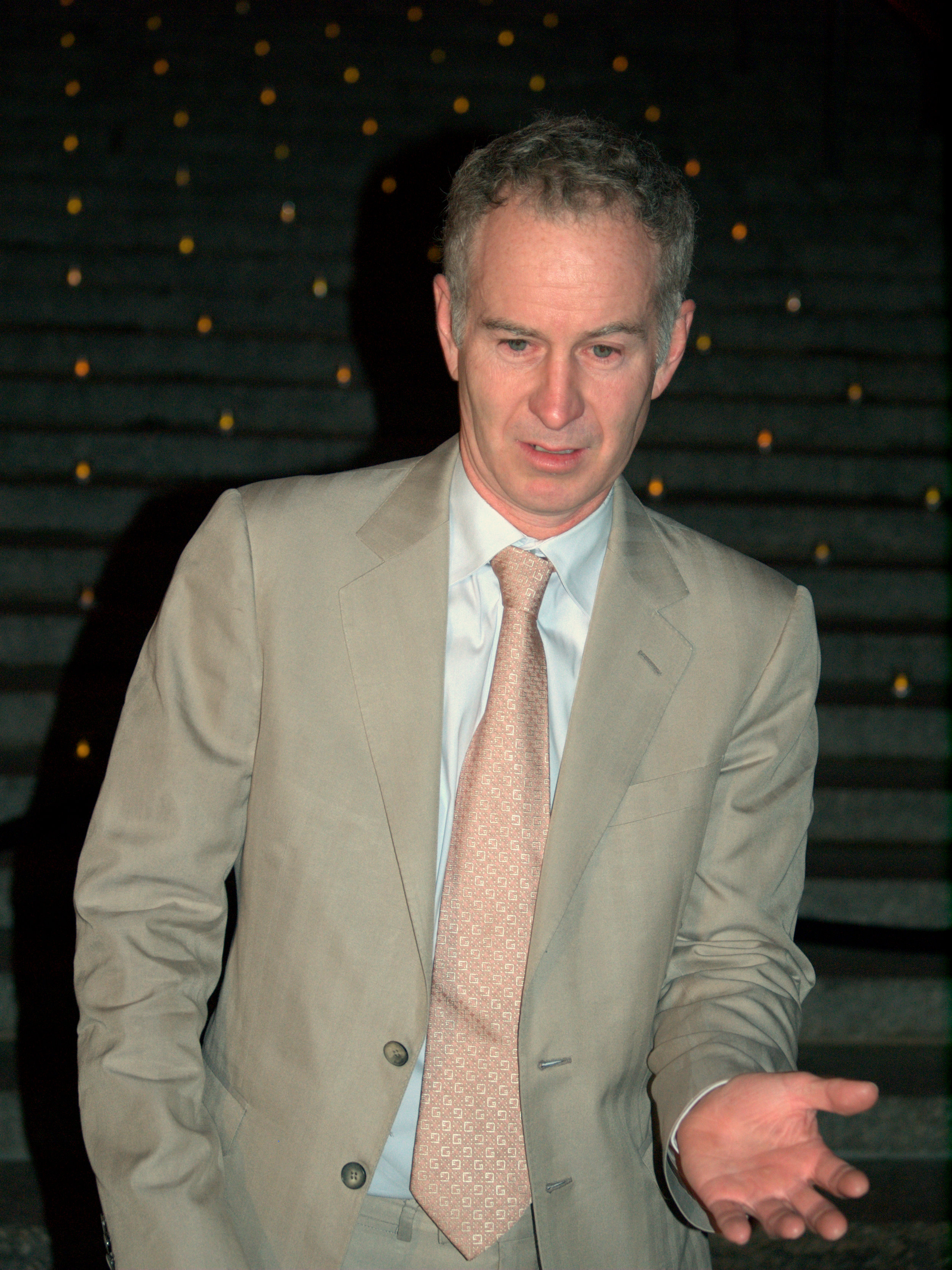
John McEnroe đã giành được 4 danh hiệu vô địch.

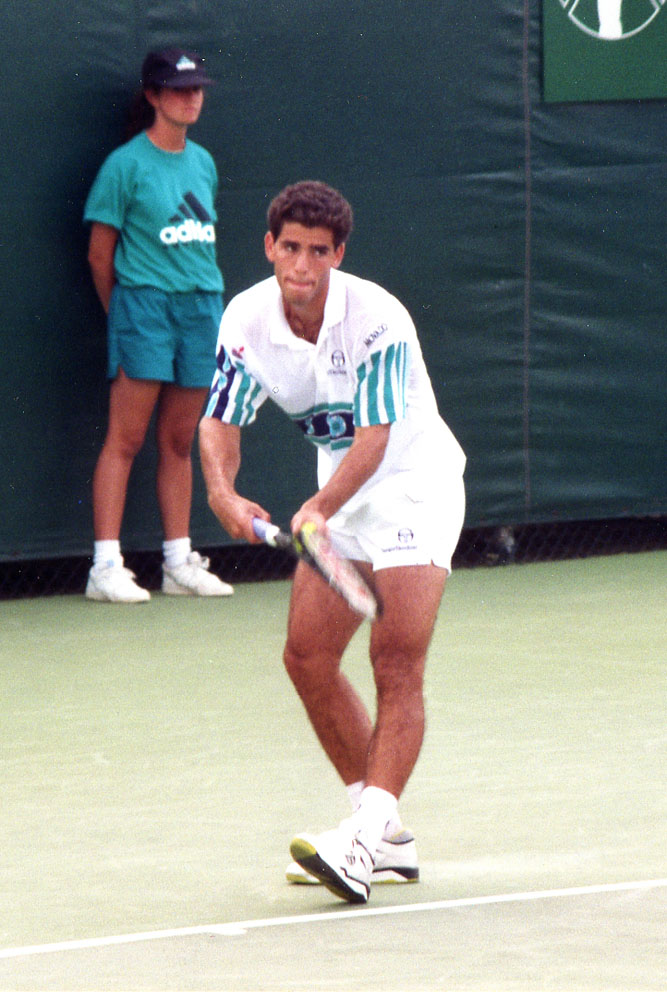
Pete Sampras đã 5 lần đăng quang vô địch tại New York.

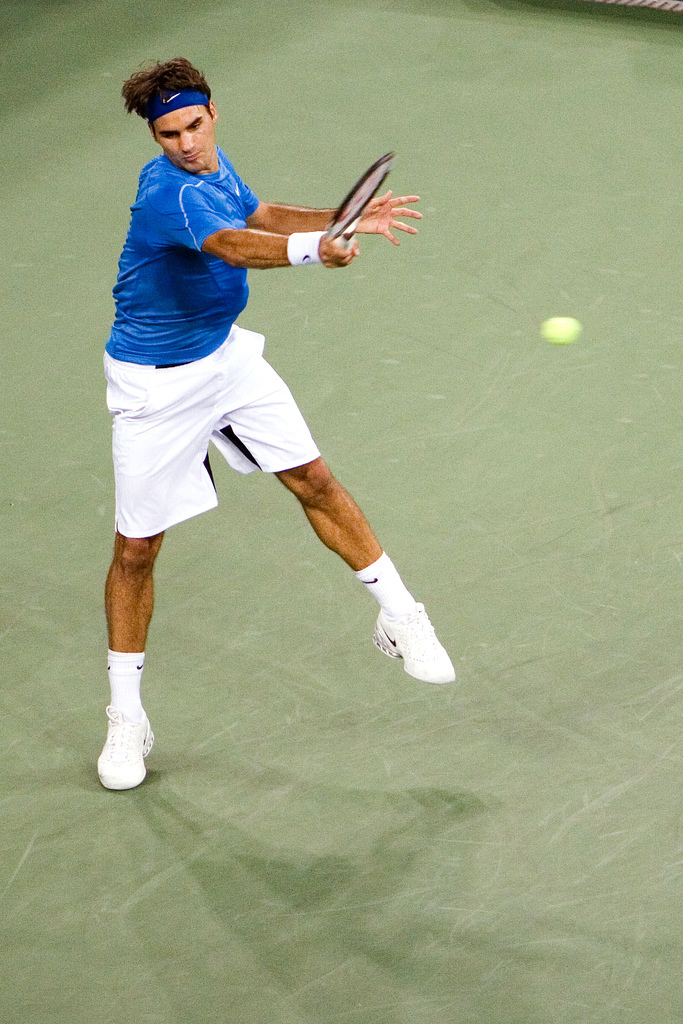
Tay vợt người Thụy Sĩ Roger Federer lập kỷ lục khi 5 lần vô địch liên tiếp từ năm 2004 đến 2008 tại giải trong kỷ nguyên Mở rộng.

| Năm[d] | Quốc tịch | Vô địch               | Quốc tịch | Á quân                | Tỉ số trận chung kết              |
| ------ | --------- | --------------------- | --------- | --------------------- | --------------------------------- |
| 1968   | Hoa Kỳ    | Arthur Ashe[b]        | NED       | Tom Okker             | 14–12, 5–7, 6–3, 3–6, 6–3         |
| 1969   | AUS       | Rod Laver             | AUS       | Tony Roche            | 7–9, 6–1, 6–2, 6–2                |
| 1970   | AUS       | Ken Rosewall          | AUS       | Tony Roche            | 2–6, 6–4, 7–6(5–2), 6–3[f]        |
| 1971   | Hoa Kỳ    | Stan Smith            | TCH       | Jan Kodeš             | 3–6, 6–3, 6–2, 7–6(5–3)           |
| 1972   | ROU       | Ilie Năstase          | Hoa Kỳ    | Arthur Ashe           | 3–6, 6–3, 6–7(1–5), 6–4, 6–3      |
| 1973   | AUS       | John Newcombe         | TCH       | Jan Kodeš             | 6–4, 1–6, 4–6, 6–2, 6–3           |
| 1974   | Hoa Kỳ    | Jimmy Connors         | AUS       | Ken Rosewall          | 6–1, 6–0, 6–1                     |
| 1975   | ESP       | Manuel Orantes        | Hoa Kỳ    | Jimmy Connors         | 6–4, 6–3, 6–3                     |
| 1976   | Hoa Kỳ    | Jimmy Connors         | SWE       | Björn Borg            | 6–4, 3–6, 7–6(11–9), 6–4          |
| 1977   | ARG       | Guillermo Vilas       | Hoa Kỳ    | Jimmy Connors         | 2–6, 6–3, 7–6(7–4), 6–0           |
| 1978   | Hoa Kỳ    | Jimmy Connors         | SWE       | Björn Borg            | 6–4, 6–2, 6–2                     |
| 1979   | Hoa Kỳ    | John McEnroe          | Hoa Kỳ    | Vitas Gerulaitis      | 7–5, 6–3, 6–3                     |
| 1980   | Hoa Kỳ    | John McEnroe          | SWE       | Björn Borg            | 7–6(7–4), 6–1, 6–7(5–7), 5–7, 6–4 |
| 1981   | Hoa Kỳ    | John McEnroe          | SWE       | Björn Borg            | 4–6, 6–2, 6–4, 6–3                |
| 1982   | Hoa Kỳ    | Jimmy Connors         | TCH       | Ivan Lendl            | 6–3, 6–2, 4–6, 6–4                |
| 1983   | Hoa Kỳ    | Jimmy Connors         | TCH       | Ivan Lendl            | 6–3, 6–7(2–7), 7–5, 6–0           |
| 1984   | Hoa Kỳ    | John McEnroe          | TCH       | Ivan Lendl            | 6–3, 6–4, 6–1                     |
| 1985   | TCH       | Ivan Lendl            | Hoa Kỳ    | John McEnroe          | 7–6(7–1), 6–3, 6–4                |
| 1986   | TCH       | Ivan Lendl            | TCH       | Miloslav Mečíř        | 6–4, 6–2, 6–0                     |
| 1987   | TCH       | Ivan Lendl            | SWE       | Mats Wilander         | 6–7(7–9), 6–0, 7–6(7–4), 6–4      |
| 1988   | SWE       | Mats Wilander         | TCH       | Ivan Lendl            | 6–4, 4–6, 6–3, 5–7, 6–4           |
| 1989   | FRG       | Boris Becker          | TCH       | Ivan Lendl            | 7–6(7–2), 1–6, 6–3, 7–6(7–4)      |
| 1990   | Hoa Kỳ    | Pete Sampras          | Hoa Kỳ    | Andre Agassi          | 6–4, 6–3, 6–2                     |
| 1991   | SWE       | Stefan Edberg         | Hoa Kỳ    | Jim Courier           | 6–2, 6–4, 6–0                     |
| 1992   | SWE       | Stefan Edberg         | Hoa Kỳ    | Pete Sampras          | 3–6, 6–4, 7–6(7–5), 6–2           |
| 1993   | Hoa Kỳ    | Pete Sampras          | FRA       | Cédric Pioline        | 6–4, 6–4, 6–3                     |
| 1994   | Hoa Kỳ    | Andre Agassi          | GER       | Michael Stich         | 6–1, 7–6(7–5), 7–5                |
| 1995   | Hoa Kỳ    | Pete Sampras          | Hoa Kỳ    | Andre Agassi          | 6–4, 6–3, 4–6, 7–5                |
| 1996   | Hoa Kỳ    | Pete Sampras          | Hoa Kỳ    | Michael Chang         | 6–1, 6–4, 7–6(7–3)                |
| 1997   | AUS       | Patrick Rafter        | GBR       | Greg Rusedski         | 6–3, 6–2, 4–6, 7–5                |
| 1998   | AUS       | Patrick Rafter        | AUS       | Mark Philippoussis    | 6–3, 3–6, 6–2, 6–0                |
| 1999   | Hoa Kỳ    | Andre Agassi          | Hoa Kỳ    | Todd Martin           | 6–4, 6–7(5–7), 6–7(2–7), 6–3, 6–2 |
| 2000   | RUS       | Marat Safin           | Hoa Kỳ    | Pete Sampras          | 6–4, 6–3, 6–3                     |
| 2001   | AUS       | Lleyton Hewitt        | Hoa Kỳ    | Pete Sampras          | 7–6(7–4), 6–1, 6–1                |
| 2002   | Hoa Kỳ    | Pete Sampras          | Hoa Kỳ    | Andre Agassi          | 6–3, 6–4, 5–7, 6–4                |
| 2003   | Hoa Kỳ    | Andy Roddick          | ESP       | Juan Carlos Ferrero   | 6–3, 7–6(7–2), 6–3                |
| 2004   | SUI       | Roger Federer         | AUS       | Lleyton Hewitt        | 6–0, 7–6(7–3), 6–0                |
| 2005   | SUI       | Roger Federer         | Hoa Kỳ    | Andre Agassi          | 6–3, 2–6, 7–6(7–1), 6–1           |
| 2006   | SUI       | Roger Federer         | Hoa Kỳ    | Andy Roddick          | 6–2, 4–6, 7–5, 6–1                |
| 2007   | SUI       | Roger Federer         | SRB       | Novak Djokovic        | 7–6(7–4), 7–6(7–2), 6–4           |
| 2008   | SUI       | Roger Federer         | GBR       | Andy Murray           | 6–2, 7–5, 6–2                     |
| 2009   | ARG       | Juan Martín del Potro | SUI       | Roger Federer         | 3–6, 7–6(7–5), 4–6, 7–6(7–4), 6–2 |
| 2010   | ESP       | Rafael Nadal          | SRB       | Novak Djokovic        | 6–4, 5–7, 6–4, 6–2                |
| 2011   | SRB       | Novak Djokovic        | ESP       | Rafael Nadal          | 6–2, 6–4, 6–7(3–7), 6–1           |
| 2012   | GBR       | Andy Murray           | SRB       | Novak Djokovic        | 7–6(12–10), 7–5, 2–6, 3–6, 6–2    |
| 2013   | ESP       | Rafael Nadal          | SRB       | Novak Djokovic        | 6–2, 3–6, 6–4, 6–1                |
| 2014   | CRO       | Marin Čilić           | JPN       | Nishikori Kei         | 6–3, 6–3, 6–3                     |
| 2015   | SRB       | Novak Djokovic        | SUI       | Roger Federer         | 6-4, 5-7, 6-4, 6-4                |
| 2016   | SUI       | Stanislas Wawrinka    | SRB       | Novak Djokovic        | 6-7(1–7), 6-4, 7-5, 6-3           |
| 2017   | ESP       | Rafael Nadal          | RSA       | Kevin Anderson        | 6–3, 6–3, 6–4                     |
| 2018   | SRB       | Novak Djokovic        | ARG       | Juan Martín del Potro | 6–3, 7–6(7–4), 6–3                |
| 2019   | ESP       | Rafael Nadal          | RUS       | Daniil Medvedev       | 7–5, 6–3, 5–7, 4–6, 6–4           |
| 2020   | AUT       | Dominic Thiem         | GER       | Alexander Zverev      | 2–6, 4–6, 6–4, 6–3, 7–6(8–6)      |
| 2021   | RUS       | Daniil Medvedev       | SRB       | Novak Djokovic        | 6-4, 6-4, 6-4                     |

## Thống kê

### Những tay vợt có số lần vô địch nhiều nhất
| Năm có đánh dấu * là sự kiện chỉ dành cho các thành viên câu lạc bộ USNLTA |
| Năm vô địch in nghiêng là Bảo vệ chức vô địch ở vòng thử thách             |
| Cạnh tranh bình thường +                                                   |

| Tay vợt                       | Thời kỳ chưa Mở rộng | Thời kỳ Mở rộng | Toàn bộ thời gian | Năm                                       |
| ----------------------------- | -------------------- | --------------- | ----------------- | ----------------------------------------- |
| William Larned (USA)          | 7                    | 0               | 7                 | 1901, 1902, 1907, 1908, 1909, 1910, 1911  |
| Richard Sears (USA)           | 7                    | 0               | 7                 | 1881*, 1882, 1883, 1884, 1885, 1886, 1887 |
| Bill Tilden (USA)             | 7                    | 0               | 7                 | 1920, 1921, 1922, 1923, 1924, 1925, 1929  |
| Jimmy Connors (Hoa Kỳ)        | 0                    | 5               | 5                 | 1974, 1976, 1978, 1982, 1983              |
| Pete Sampras (Hoa Kỳ)         | 0                    | 5               | 5                 | 1990, 1993, 1995, 1996, 2002              |
| Roger Federer (SUI) +         | 0                    | 5               | 5                 | 2004, 2005, 2006, 2007, 2008              |
| John McEnroe (Hoa Kỳ)         | 0                    | 4               | 4                 | 1979, 1980, 1981, 1984                    |
| Robert Wrenn (USA)            | 4                    | 0               | 4                 | 1893, 1894, 1896, 1897                    |
| Oliver Campbell (USA)         | 3                    | 0               | 3                 | 1890, 1891, 1892                          |
| Novak Djokovic (SRB)          | 0                    | 3               | 3                 | 2011, 2015, 2018                          |
| Rafael Nadal (ESP) +          | 0                    | 4               | 4                 | 2010, 2013, 2017, 2019                    |
| Ivan Lendl (TCH)              | 0                    | 3               | 3                 | 1985, 1986, 1987                          |
| Fred Perry (GBR)              | 3                    | 0               | 3                 | 1933, 1934, 1936                          |
| Malcolm Whitman (USA)         | 3                    | 0               | 3                 | 1898, 1899, 1900                          |
| Andre Agassi (Hoa Kỳ)         | 0                    | 2               | 2                 | 1994, 1999                                |
| Don Budge (USA)               | 2                    | 0               | 2                 | 1937, 1938                                |
| Stefan Edberg (SWE)           | 0                    | 2               | 2                 | 1991, 1992                                |
| Roy Emerson (AUS)             | 2                    | 0               | 2                 | 1961, 1964                                |
| Neale Fraser (AUS)            | 2                    | 0               | 2                 | 1959, 1960                                |
| Pancho Gonzales (USA)         | 2                    | 0               | 2                 | 1948, 1949                                |
| Bill Johnston (USA)           | 2                    | 0               | 2                 | 1915, 1919                                |
| Jack Kramer (USA)             | 2                    | 0               | 2                 | 1946, 1947                                |
| René Lacoste (FRA)            | 2                    | 0               | 2                 | 1926, 1927                                |
| Rod Laver (AUS)               | 1                    | 1               | 2                 | 1962, 1969                                |
| Maurice McLoughlin (USA)      | 2                    | 0               | 2                 | 1912, 1913                                |
| Lindley Murray (USA)          | 2                    | 0               | 2                 | 1917, 1918                                |
| John Newcombe (AUS)           | 1                    | 1               | 2                 | 1967, 1973                                |
| Frank Parker (USA)            | 2                    | 0               | 2                 | 1944, 1945                                |
| Patrick Rafter (AUS)          | 0                    | 2               | 2                 | 1997, 1998                                |
| Bobby Riggs (USA)             | 2                    | 0               | 2                 | 1939, 1941                                |
| Ken Rosewall (AUS)            | 1                    | 1               | 2                 | 1956, 1970                                |
| Frank Sedgman (AUS)           | 2                    | 0               | 2                 | 1951, 1952                                |
| Henry Slocum (USA)            | 2                    | 0               | 2                 | 1888, 1889                                |
| Tony Trabert (USA)            | 2                    | 0               | 2                 | 1953, 1955                                |
| Ellsworth Vines (USA)         | 2                    | 0               | 2                 | 1931, 1932                                |
| Richard Norris Williams (USA) | 2                    | 0               | 2                 | 1914, 1916                                |

### Vô địch theo quốc gia
| Quốc gia cũ ¤ |

| Quốc gia             | Thời kỳ chưa Mở rộng | Thời kỳ Mở rộng | Toàn bộ thời gian | Danh hiệu đầu tiên | Danh hiệu cuối cùng |
| -------------------- | -------------------- | --------------- | ----------------- | ------------------ | ------------------- |
| Hoa Kỳ (Hoa Kỳ)      | 66                   | 19              | 85                | 1881               | 2003                |
| Úc (AUS)             | 12                   | 6               | 18                | 1951               | 2001                |
| Tây Ban Nha (ESP)    | 1                    | 5               | 6                 | 1965               | 2019                |
| Thụy Sĩ (SUI)        | 0                    | 6               | 6                 | 2004               | 2016                |
| Anh Quốc (UK/GBR)[g] | 4                    | 1               | 5                 | 1903               | 2012                |
| Tiệp Khắc (TCH) ¤[h] | 0                    | 3               | 3                 | 1985               | 1987                |
| Pháp (FRA)           | 3                    | 0               | 3                 | 1926               | 1928                |
| Serbia (SRB)         | 0                    | 3               | 3                 | 2011               | 2018                |
| Thụy Điển (SWE)      | 0                    | 3               | 3                 | 1988               | 1992                |
| Argentina (ARG)      | 0                    | 2               | 2                 | 1977               | 2009                |
| Nga (RUS)            | 0                    | 2               | 2                 | 2000               | 2021                |
| Áo (AUT)             | 0                    | 1               | 1                 | 2020               | 2020                |
| Croatia (CRO)        | 0                    | 1               | 1                 | 2014               | 2014                |
| Đức (GER)[i]         | 0                    | 1               | 1                 | 1989               | 1989                |
| México (MEX)         | 1                    | 0               | 1                 | 1963               | 1963                |
| România (ROU)        | 0                    | 1               | 1                 | 1972               | 1972                |